# Lijst van Finse rampen
Dit is een lijst met rampen op Fins grondgebied. In deze lijst zijn alleen gebeurtenissen opgenomen waarbij vijf of meer doden zijn gevallen waarbij geen verwantschap tussen de doden bestond en gebeurtenissen waarbij er sprake is van een zeer groot effectgebied.

## Voor 1900
- 1577
  - januari – Circa 500 Wolga-Tataren verdrinken in de Finse Golf als zij op weg van Helsinki naar Tallinn door het ijs zakken.[1]
- 1652
  - 2 oktober – De grote brand van Oulu. Hierbij wordt de gehele stad verwoest. In deze stad zijn hierna vaker verwoestende branden voorgekomen, onder meer in 1655, 1705, 1715, 1773, 1822, 1882 en 1916.
- 1715
  - 25 augustus - Het Nederlandse fregat Huis te Warmelo loopt in de Finse Golf op een blinde klip en vergaat. Hierbij verdrinken 130 opvarenden.
- 1822
  - 1 mei – Grote brand in Oulu vernietigt bijna de gehele stad: 330 gebouwen worden volledig of bijna volledig verwoest, slechts 65 gebouwen worden gered. 3000 inwoners van de stad zijn dakloos, er komen echter slechts 5 mensen bij deze brand om het leven.
- 1827
  - 4 september – De grote brand van Turku verwoest 75% van de toenmalige grootste stad van het land. 27 mensen komen om het leven.
- 1857
  - 7 september – Tussen Finland en Estland vergaat het Russische schip Lefort (Лефорт) op de Finse Golf. Bij deze grote scheepsramp komen 826 opvarenden om het leven.
- 1874
  - 22 augustus – Scheepsramp met het stoomschip Österbotten. 18 doden.
- 1881
  - 18 november – De beruchte Wolven van Turku doden in totaal 22 kinderen. Op 12 januari 1882 wordt een van de wolven geschoten en 12 dagen later een andere. Hierna houden de aanvallen op.
- 1892
  - 8 augustus – Nabij Helsinki komt een Engels plezierjacht in aanvaring met een stoomboot. De ketel van dit laatste schip springt door de aanvaring waardoor 38 personen het leven verliezen.[2]
- 1893
  - 7 september – In een zware storm vergaat het Russische schip Russalka op de Finse Golf ter hoogte van Helsinki. Hierbij komen maar liefst 177 mensen om het leven.[3]
- 1894
  - 19 augustus – Door een zware storm vergaat komen ten anker liggende vissersschepen in de buurt van de Nerpeseilanden bij Åbo (Turku) in de problemen. Uiteindelijk verdrinken 15 opvarenden.[4]

## 20e eeuw

### 1900-1909
- 1905
  - 1 januari – SS Helsingfors van de Finse Ångfartygs Aktiebolaget zinkt in de buurt van Bengtskär op 1 januari 1905. Zes bemanningsleden verdrinken. Dit drama gaf de aanzet voor de bouw van de vuurtoren van Bengtskär.

### 1910-1919
- 1914
  - 11 februari – Brand in een armenhuis nabij Kupio. 5 doden.[5]
  - 11 oktober – Het Russische schip Pallada zinkt voor de Scherenkust. 597 opvarenden verdrinken.
  - 7 december – SS Norre-Sverige was een Zweeds stoomschip dat op een mijn liep en zonk de buurt van Mäntyluoto. 25 bemanningsleden verdrinken.
- 1916
  - 14 december – Scheepsramp met het stoomschip Skiftet. 86 doden.

### 1920-1929
- 1920
  - 13 juli – Grote brand op een haventerrein in Trångsund nabij het huidige Vyborg. Hierbij vallen 12 doden.[6]
- 1921
  - 19 januari – Treinramp tussen het Russische Loega en het Finse Koskorof. Van de 82 personen in de trein komen er 68 om het leven.
  - 5 november – SS Gustav was een Finse stoomschip dat in ruwe zee zonk bij Hanko Meierfeltin. Hierbij komen 28 opvarenden om het leven.
- 1925
  - 29 april – Vergaan van de Kuunari Anna. Deze Finse tweemaster vergaat in een storm bij Gotland. Zeven bemanningsleden van het schip verdrinken.
  - 4 september – Scheepsramp met de Torpedovene S2. Alle 53 opvarenden komen om.
- 1927
  - 23 oktober – Grote brand in de bioscoop Imatra in Tampere. 20 doden en 28 zwaargewonden.
- 1928
  - 10 juli – Een Duitse Junker stort neer in de Finse Golf. 6 doden.
  - 6 augustus – Te Brändö komen 6 mensen om bij een ernstig ongeluk, wanneer het voertuig waarin zij zaten in het water terechtkomt.[7]
- 1929
  - 8 februari – Autobus zakt door het ijs bij Helsinki. 12 doden.
  - 7 september – Ondergang van de Kuru, een stoomschip dat zinkt op het Näsijärvimeer bij Tampere. Het dodental loopt op tot 138.

### 1930-1939
- 1930
  - 4 maart – Een autobus zakt door het ijs bij Savestehus. Van de 13 inzittenden worden er 8 gered.[8]
  - 18 augustus – Op het Kallavesimeer nabij Kuopio vergaat een plezierjacht met 6 opvarenden.[9]
- 1933
  - 14 december – De Finse driemaster Parkki Plus zinkt voor de kust van Hertronklubbin en Mariehamn. Van de 16 bemanningsleden komen er 12 om het leven.
- 1935
  - 7 januari – Op de Finse Golf breekt een ijsschots af met daarop circa 100 personen. Het merendeel kan worden gered, doch 8 personen verdrinken uiteindelijk.[10]
  - 9 oktober – Een Duitse Junker stort neer in de Finse Golf. 6 doden.
- 1937
  - 9 juli – Door een ongeval met munitie in Vallisaaressa worden 12 soldaten van het Finse leger gedood.
  - 25 november – Op een meer bij Saimaan Louhivedellä vergaat het SS Turisti. 11 mensen verdrinken, volgens een andere bron 13.
- 1938
  - 6 oktober – Treinbotsing tussen een passagierstrein en een goederentrein op het traject tussen Imatra en Lappeenranta. 15 doden en 13 personen raken gewond.
- 1939
  - 30 november – Bombardement op Helsinki door de Sovjet-Unie. Hierbij vallen 91 doden.

### 1940-1949
- 1940
  - 4 maart – Littala-treinramp tijdens de Winteroorlog tussen treinen met evacués. Door de crash worden 31 mensen gedood, van wie 11 kinderen.
  - 12 maart – Treinramp op het spoortraject Riihimäki–Tampere. 39 doden en 69 gewonden.[11]
  - 25 mei – Busongeval in de buurt van Turku. 17 doden.[bron?]
- 1941
  - 9 juli – Nogmaals een groot bombardement op Helsinki door de Sovjet-Unie. 22 mensen komen om het leven.
  - 27 augustus – De Russische onderzeeboot Shch-301 loopt op een mijn in de Finse golf. 39 doden.
  - 13 september – Ondergang van de Ilmarinen bij de Ålandseilanden. Het schip loopt op een mijn en 271 opvarenden overleven dit drama niet.
- 1942
  - 5 augustus – Ähtäri treinongeluk op het traject van Haapamäki naar Seinäjoki tijdens de Vervolgoorlog bij Ähtäri Sappiolla. Ongeveer 30 Duitse soldaten worden gedood.[bron?]
  - 12 september – Scheepsramp met de Jussi H in de Botnische Golf. 22 doden.[12]
  - 26 oktober – Scheepsramp met de Betty-H bij de Ålandseilanden. 11 van de 23 opvarenden komen om.[13]
- 1943
  - 24 augustus – Ondergang van de Riilahti bij Loviisa. 23 doden.[14]
- 1944
  - 6 februari – In de nacht van 6 op 7 februari wordt een zeer zwaar bombardement uitgevoerd op Helsinki. Omdat de stad grotendeels is geëvacueerd komen er 'slechts' circa 100 mensen om het leven.
  - 16 februari – In de nacht van 16 op 17 februari Helsinki opnieuw zwaar gebombardeerd. Naast de vele schade komen 27 mensen om het leven.
  - 26 februari – Derde grote raid op Helsinki. 21 doden.
- 1945
  - 22 juli – Tornio-explosie. Enkele treinwagons met munitie exploderen, waardoor 16 Finse soldaten worden gedood.[bron?]
- 1946
  - 16 juni – Brug stort in te Pörtom door het gewicht van de auto. Meer dan 30 mensen raken te water in de rivier Närpes. Hierbij verdrinken 7 personen.[bron?]
- 1947
  - 5 november – Explosie in Rauma. 19 inwoners worden gedood.
  - 25 december – Op Eerste Kerstdag zinkt het Amerikaanse stoomschip Park Victory nabij het eiland Utö. 38 van de 48 opvarenden weten de ramp te overleven.

### 1950-1959
- 1951
  - 2 januari – Bus raakt onder het ijs bij Peltosalmen. 9 passagiers komen om het leven.
- 1956
  - 28 juli – Bus rijdt in een meer bij Konnevesi Rautalammin. 15 inzittenden verdrinken, 18 worden gered.
- 1957
  - 16 maart – Grote spoorwegramp in het zuidwesten van Finland tussen Tampere en Hämeenlinna. 24 doden en 51 gewonden.
- 1959
  - 2 juli – Brand in gevangenis in Kulo. 17 doden en 20 gevangen ontsnappen.

### 1960-1969
- 1961
  - 3 januari – Vliegramp bij Koivulahti. 22 passagiers en 3 bemanningsleden komen om het leven.
- 1963
  - 8 november – Een Douglas DC-3 van Finnair stort neer nabij Mariehamn, Åland. 22 van de 24 inzittenden vinden hierbij de dood.
- 1964
  - 8 december – Botsing tussen een sleepboot en een snelle boot van de Finse Defensie met aan boord een groep soldaten op weg naar een feest. Van de 41 opvarenden van de snelle boot verdrinken er 28. Het drama gebeurt in de haven van Rauma.
- 1968
  - 25 oktober – Vergaan van het motorschip Irma bij de Ålandseilanden. 11 mensen verdrinken.

### 1970-1979
- 1971
  - 22 februari - Een trein schept een busje met schoolkinderen bij een overgang in Kannonkosken. 6 kinderen worden gedood.
- 1972
  - 6 september - Een baggerschip zinkt tijdens het baggeren van een geul voor een te bouwen waterkrachtcentrale in het noorden van het land. 16 opvarenden verdrinken.
- 1973
  - 17 november - Busongeluk bij Luumäki. 8 doden en 27 gewonden.
- 1974
  - 5 juli - Bus botst op vrachtauto te Jyväskylä, Finland, 14 doden, waarvan 11 Nederlanders
- 1976
  - 13 april - Een zware explosie in een munitiefabriek nabij Lapua in het westen van het land. 40 doden.
- 1978
  - 30 september - De motorvlet Viikinki slaat om in de buurt van Hanko. De tien inzittenden komen hierbij om het leven. De boot was onderweg van Helsinki naar Hanko.
  - 3 oktober - Een Douglas DC-3 van Suomen Ilmavoimien stort neer bij Siilinjärvi. Hierbij komen 15 inzittenden om het leven.
- 1979
  - 23 januari - Grote brand in een bejaardenhuis in Virrat. Hierbij komen ten minste 26 bewoners om het leven.
  - 7 december - MS Malmi was op deze datum geladen met kolen onderweg van Polen naar Turku, maar zinkt in een zware storm. 14 personen worden gered, maar 11 bemanningsleden en 3 passagiers verdrinken.

### 1980-1989
- 1984
  - 7 mei – 5 mensen komen om en 23 raken gewond wanneer een helikopter neerstort in een menigte in Hämeenlinna.[15]
- 1988
  - 14 november – Een Embraer 110 EMB-P1 stort neer bij Ilmajoki. 6 doden.

### 1990-1999
- 1991
  - 26 juni – Een Antonov AN-24 van Aeroflot stort in de Finse Golf. 10 doden.
- 1998
  - 6 maart – Een trein ontspoort in Jyväskylä in het midden van Finland. Dit ongeval eist 10 mensenlevens.

## 21e eeuw

### 2000-2009
- 2002
  - 11 oktober – Bomaanslag in Vantaa in het winkelcentrum Myyrmanni. 7 doden en 166 gewonden.
- 2004
  - 19 maart – Botsing tussen bus en vrachtwagen in het midden van Finland eist 23 levens.[16]
- 2005
  - 10 augustus – Helikopterongeluk voor de kust bij Helsinki. Alle 14 inzittenden komen om het leven.
- 2009
  - 10 oktober – Vijf tieners komen om bij een zeer grote brand in de stad Naantali aan de westkust.[17]
- 2008
  - 23 september – Schietpartij in Kauhajoki. Dit bloedbad vindt plaats op een school in de stad Kauhajoki in Finland. De dader was de 22-jarige Matti Juhani Saari. Bij de schietpartij vallen 11 doden, waaronder ook de schutter.

### 2010-heden
- 2010
  - 14 augustus – Een zwaar verkeersongeluk in het dorp Eno, gemeente Joensuu kost aan 6 jonge inzittenden van een auto het leven.